# Torpadalen
Torpadalen är ett naturreservat i Askersunds kommun i Örebro län.
Området är naturskyddat sedan 2005 och är 44 hektar stort. Reservatet omfattar Torpabäcken som ligger i botten av en ravin som i öster begränsas av en markant bergbrant, Bergaberget. Reservatet består av barrskog på krönet och i sluttningen av berget samt av tidigare ängar och klibbalar omkring bäcken. Lämningarna efter fornborgen Borgaberget finns i reservatet.